# Список центральных газет СССР
Список содержит названия и прочие сведения о всесоюзных (центральных) газетах СССР, то есть о тех газетах, которые издавались общесоюзными организациями и территорией распространения которых был не отдельный регион (республика, область и т. п.), а весь Советский Союз.
В список включены не только газеты чистого типа, но и периодические издания газетного типа: бюллетени газетного типа, периодические нумерованные приложения к газетам (кроме журналов).
В список не включены:
- журналы и бюллетени журнального типа, даже если они являлись приложением к  центральной газете (однако в примечаниях существование приложения-журнала упоминается);
- газеты, прекратившие существование до 30 декабря 1922 (дата образования СССР) и учреждённые после 26 декабря 1991 (прекращение существования СССР)

Принцип отражения названия для газет, которые переименовывались: если издание не дожило до 26 декабря 1991, то даётся его последнее название; если издание пережило СССР, то название приводится то, которое было у него на момент распада СССР, а переименования после распада СССР, если они были, приводятся в примечаниях.
| Название                                  | Издающая организация | Первый номер           | Последний номер       | Периодичность                                                                              | Прежние названия | Примечания |
| ----------------------------------------- | --- | ---------------------- | --------------------- | ------------------------------------------------------------------------------------------ | --- | --- |
| Авиарабочий                               | ЦК Союза рабочих авиационной промышленности | 11 июня 1935           | 30 января 1938        | 2 в месяц (24 в год)                                                                       | | |
| Авиационная газета                        | Главное управление гражданского воздушного флота при СНК СССР, Центральный комитет Союза авиаработников                                                     | 15 апреля 1936         | 5 августа 1941        | 2 в неделю (≈ 104 в год)                                                                   | | Стала издаваться вместо газеты «За рулём». |
| Авто-ревю                                 | Консорциум «Деловой мир» и объединение «Автовазтехобслуживание»                                                                                             | Октябрь 1990           | издание не прекращено | 1 в месяц (12 в год)                                                                       | | |
| Адвокат                                   | Союз адвокатов СССР | Октябрь 1990           |                       | 1 в 2 месяца (6 в год)                                                                     | | |
| Аргументы и факты                         | Всесоюзное общество «Знание» | Январь 1978            | издание не прекращено | 1 в неделю (≈ 52 в год)                                                                    | | Бюллетень газетного типа. После распада СССР стали выходить региональные выпуски и многочисленные приложения. |
| Архитектура                               | | 1 июля 1962            |                       |                                                                                            | | Приложение к газете «Культура» / «Советская культура». В 1962—1987 гг. — приложение к «Строительной газете». |
| Архитектурная газета                      | Оргкомитет Союза советских архитекторов СССР | 30 декабря 1934        | 28 февраля 1939       | 6 в месяц (≈ 72 в год)                                                                     | | После 28 февраля 1939 влита в «Строительную газету». |
| Беднота                                   | ЦК ВКП(б) | 27 марта 1918          | 31 января 1931        | В разные годы от 4 до 6 в неделю (≈ 230—300 в год)                                         | | Стала выходить вместо газет РСФСР «Деревенская беднота», «Деревенская правда» и «Солдатская правда». После 31 января 1931 влилась в газету «Социалистическое земледелие» (см. название «Сельская жизнь»). |
| Безбожник                                 | Центральный совет Союза воинствующих безбожников СССР | 21 декабря 1922        | 20 июля 1941          | 1 в неделю (≈ 52 в год), в 1930—1932 — ≈ 60—70 в год, в 1933—1934 — 3 в месяц (≈ 36 в год) | | Перерыв в издании: 30 декабря 1934 — 28 февраля 1938. Приложение: журнал «Весёлый безбожник» (1924). В 1930—1934 гг. имела сменные полосы. |
| Боевая подготовка                         | Младший начальствующий состав Красной Армии | 1 марта 1930           | 11 июля 1941          |                                                                                            | | |
| Бумажная промышленность                   | Народный комиссариат целлюлозной и бумажной промышленности СССР                                                                                             | 2 октября 1940         | 25 июня 1941          |                                                                                            | | |
| Бюллетень Наркомвнуторга                  | Народный комиссариат внутренней торговли СССР | 21 июня 1924           | 31 марта 1925         |                                                                                            | | С апреля 1925 вместо неё стала издаваться газета «Торговые известия». |
| В помощь партийной учёбе                  | | Декабрь 1933           | Май 1939              |                                                                                            | В помощь партучёбе (1933—1938) | |
| В помощь учёбе                            | Газета «Крестьянская газета для начинающих читать» | 1930                   | 26 февраля 1939       |                                                                                            | Культармеец (1930 — март 1933) | |
| Ветеран                                   | | Январь 1988            |                       | 1 в неделю (≈ 52 в год)                                                                    | | Приложение к газете «Труд». |
| Взаимопомощь                              | Народный комиссариат социального обеспечения, Центральный Крестьянский комитет общественной взаимопомощи, Всероссийское кооперативное объединение инвалидов | 28 января 1922         | 1 октября 1925        | 1 в неделю (≈ 52 в год)                                                                    | Известия Народного комиссариата социального обеспечения (28 января — 25 декабря 1922)                                                                   | После прекращения издания в октябре 1925 вместо этой газеты стал издавать журнал «Взаимопомощь». |
| Водный транспорт                          | Министерство морского флота СССР, Министерство речного флота РСФСР, ЦК Профсоюза рабочих морского и речного флота                                           | 30 января 1932         | Июнь 2009             | 3 в неделю                                                                                 | | В 1935—1940 гг. выходила в двух вариантах: «Речное издание» и «Морское издание». |
| Воздушный транспорт                       | | 1 января 1978          | Декабрь 2011          |                                                                                            | | |
| Гласность                                 | | 14 июня 1990           | 2002                  | 1 в неделю (≈ 52 в год)                                                                    | | Приложение к журналу «Известия ЦК КПСС». До сентября 1990 года бюллетень газетного типа. |
| Говорит и показывает Москва               | | 1 февраля 1925         | издание не прекращено | 1 в неделю (≈ 52 в год)                                                                    | | Информационно-рекламный бюллетень газетного типа. Публиковал программу телепередач центрального телевидения на предстоящую неделю, многие передачи сопровождались фотоиллюстрациями и развёрнутыми аннотациями. Имел региональные выпуски под названием «7 дней» с четырьмя сменными полосами, на которых размещалась реклама передач местного ТВ. |
| Голос Родины                              | | Апрель 1955            | издание не прекращено | 1 в неделю (≈ 52 в год)                                                                    | За возвращение на Родину (1955—1960) | |
| Голос текстилей                           | ЦК Союза рабочих хлопчатобумажной промышленности и ЦК Союза рабочих льнопенькоджутовой промышленности                                                       | 23 марта 1921          | 24 января 1932        | 6 в неделю (≈ 300 в год)                                                                   | Текстильщик, к станку | |
| Гудок                                     | | 10 декабря 1917        | издание не прекращено |                                                                                            | | |
| Деловой мир                               | | Март 1990              | Декабрь 1997          |                                                                                            | | Имела параллельное заглавие на английском языке: «Busines world». |
| Деловые новости                           | Предприятие «Новости» и СП МКС Плюс. | Апрель 1990            |                       | 2 в месяц (24 в год)                                                                       | | В подзаголовке: «общесоюзная индексная газета для хозяйственных руководителей». |
| За рубежом                                | Союз журналистов СССР | 18 июня 1960           | издание не прекращено | 1 в неделю (≈ 52 в год)                                                                    | | Обозрение иностранной прессы. |
| За рулём                                  | Гушоссдор НКВД СССР, Главное управление гражданского воздушного флота                                                                                       | 26 января 1934         | 1936                  | 1 в неделю (≈ 52 в год)                                                                    | | С 1936 года вместо этой газеты стала выходить «Авиационная газета». |
| За советскую пушнину                      | Народный комитет заготовок СССР, Союзпушнина | Январь 1932            | 1938                  |                                                                                            | | |
| Земля и люди                              | |                        |                       |                                                                                            | Вестник агропрома | Приложение к газете «Сельская жизнь». |
| Зов                                       | Всесоюзное общество защиты животных | 1990                   |                       |                                                                                            | | |
| Известия                                  | Советы народных депутатов | 28 февраля 1917        | издание не прекращено | 7 в неделю (≈ 365 в год)                                                                   | | Имела сменные полосы. Приложения: журнал «Красная нива» (1923—1931), еженедельники «Неделя» (с 1960, см. этот список), «Союз» (с 1990, см. этот список). |
| Инженерная газета                         | Союз научных и инженерных обществ СССР | 10 июля 1990           |                       | 1 в неделю (≈ 52 в год)                                                                    | | |
| Кино                                      | |                        |                       |                                                                                            | Киногазета (1923—1925) | |
| Книжное обозрение                         | Госкомпечати СССР, Ассоциация советских издательств, Всесоюзное общество «Книга»                                                                            | 5 мая 1966             | издание не прекращено | 1 в неделю (≈ 52 в год)                                                                    | | Гид-обозрение книжных новинок. |
| Колхозные ребята                          | | Январь 1928            | 28 февраля 1939       |                                                                                            | | |
| Комсомольская правда                      | ЦК ВЛКСМ | 24 мая 1925            | издание не прекращено | 6 в неделю (≈ 300 в год)                                                                   | | |
| Красная звезда                            | Министерство обороны СССР | 1 января 1924          | издание не прекращено |                                                                                            | | |
| Крестьянская газета для начинающих читать | ЦК ВКП(б) | Январь 1930            | 26 февраля 1939       |                                                                                            | | |
| Культура                                  | | 6 ноября 1929          | издание не прекращено |                                                                                            | Советская культура [1953—1990]; Советское искусство (1931—1942, 1944—1953); Рабочий и искусство (1929—1931)                                             | |
| Культура и жизнь                          | Управление пропаганды ЦК ВКП(б) | 28 июня 1946           | 8 марта 1951          |                                                                                            | | |
| Лесная газета                             | | 8 марта 1929           | 30 декабря 2017       |                                                                                            | Лесная промышленность (1932—1990); Лесной рабочий (1929—1931)                                                                                           | |
| Лёгкая индустрия                          | Народный комиссариат лёгкой промышленности | Февраль 1932           | 1941                  |                                                                                            | | |
| Литература и искусство                    | |                        |                       |                                                                                            | | |
| Литературная газета                       | Правление Союза писателей СССР | 22 апреля 1929         | издание не прекращено | 1 в неделю (≈ 52 в год)                                                                    | | В 1989—1996 гг. имела ненумерованное приложение «Досье». |
| Машиностроение                            | | 18 сентября 1937       | Август 1941           |                                                                                            | | |
| Мегаполис-Экспресс                        | Международный журнал «Проблемы теории и практики управления»                                                                                                | 16 апреля 1990         | 24 июня 2005          | 1 в неделю (≈ 52 в год)                                                                    | | Международная газета. |
| Медицинская газета                        | | 15 января 1938         | издание не прекращено |                                                                                            | Медицинский работник (1938—1962) | |
| Милосердие                                | Советский фонд милосердия и здоровья | Сентябрь 1990          |                       | 1 в неделю (≈ 52 в год)                                                                    | | |
| Московские новости                        | | 6 июля 1980            | 30 января 2014        | 1 в неделю (≈ 52 в год)                                                                    | | |
| Неделя                                    | | Март 1960              | издание не прекращено | 1 в неделю (≈ 52 в год)                                                                    | | Приложение к газете «Известие». |
| Строительная газета                       | |                        | издание не прекращено |                                                                                            | Строительная газета (1939—нв); Строительный рабочий (1937—1939); Постройка (1924—1937)                                                                  | |
| Педагогический вестник                    | | Март 1990              | Декабрь 2014          |                                                                                            | | |
| Пионерская правда                         | | 6 марта 1925           | издание не прекращено |                                                                                            | | |
| Пищевая индустрия                         | | 6 марта 1925           | 28 июня 1941          |                                                                                            | За пищевую индустрию (1931—1937); Пищевик (1921—1931)                                                                                                   | |
| Позиция                                   | ЦК профсоюза работников общего машиностроения | Март 1990              |                       | 1—2 в месяц                                                                                | | |
| Поиск                                     | Академия наук СССР, Гособразование СССР, ЦК профсоюза работников народного образования и науки                                                              | Май 1989               |                       | 1 в неделю (≈ 52 в год)                                                                    | | |
| Правда                                    | ЦК КПСС | 22 апреля (5 мая) 1912 | издание не прекращено |                                                                                            | | |
| Правительственный вестник                 | Совет министров СССР | Январь 1989            | Февраль 1992          | 1 в неделю (≈ 52 в год), в 1989 — 2 в месяц (24 в год)                                     | | |
| Рабочая газета                            | ЦК ВКП(б) | 1 марта 1922           | 29 января 1932        |                                                                                            | Рабочий (1 марта — 30 июня 1922) | В 1926—1932 гг. имела сменные полосы. В 1930—1931 гг. имела выездные редакции. Приложения: журналы «Рабочий» (1922), «Экран „Рабочей газеты“» (1924) |
| Рабочая трибуна                           | ЦК КПСС | 1 января 1990          | Декабрь 2016          |                                                                                            | | |
| Радикал                                   | Консорциум «Деловой мир» и Всесоюзное общество «Знание» (совместное издание).                                                                               | 1 октября 1990         |                       | 1 в неделю (≈ 52 в год)                                                                    | | Приложение к газете «Деловой мир». Научно-общественный еженедельник. |
| Развитие                                  | | 23 апреля 1924         |                       |                                                                                            | | |
| Рынок                                     | Госснаб СССР и консорциум «Деловой мир» | Май 1990               |                       | 1 в месяц (12 в год)                                                                       | | Приложение к газете «Деловой мир». |
| Сельская жизнь                            | ЦК КПСС | 27 марта 1918          | издание не прекращено |                                                                                            | Сельское хозяйство (1953—1960); Социалистическое земледелие (1930—1953); Сельскохозяйственная газета (1929—1930)                                        | |
| Сельская связь                            | | 5 сентября 1931        | 30 декабря 1938       |                                                                                            | | |
| Сельскохозяйственный рабочий              | | 7 ноября 1923          | 10 марта 1933         |                                                                                            | Батрак | |
| Семья                                     | Советский детский фонд им. В. И. Ленина | 6 января 1988          | Декабрь 2009          | 1 в неделю (≈ 52 в год)                                                                    | | |
| Собеседник                                | | Февраль 1984           | издание не прекращено | 1 в неделю (≈ 52 в год)                                                                    | | Приложение к газете «Комсомольская правда». Первая цветная газета в СССР. |
| Советская авиация                         | Министерство обороны СССР | 7 сентября 1941        | 31 августа 1960       |                                                                                            | Сталинский сокол (7 сентября 1941 — 2 апреля 1953) | |
| Советская Россия                          | | 1 июля 1956            | издание не прекращено |                                                                                            | | |
| Советский заготовитель                    | | 15 марта 1938          | Февраль 1939          |                                                                                            | | |
| Советский патриот                         | ЦК ДОСААФ СССР | 10 мая 1927            |                       |                                                                                            | Патриот Родины (1948—1953); Военное обучение (1942—1948); На страже (1927—1941)                                                                         | |
| Советский спорт                           | | 10 июля 1924           | издание не прекращено |                                                                                            | Красный спорт (1924—1946); Известия спорта (1922—1923)                                                                                                  | |
| Советский флот                            | Министерство обороны СССР | 6 февраля 1938         | 31 августа 1960       |                                                                                            | Красный флот | |
| Советское кино                            | | 1963                   | 1970                  |                                                                                            | | Приложение к газете «Советская культура» |
| Советское хлопководство                   | Министерство хлопководства СССР | 1 июля 1950            | 1 апреля 1953         | 2 в неделю (≈ 104 в год)                                                                   | | После 1 апреля 1953 влита в газету «Социалистическое земледелие». |
| Совхозная газета                          | Министерство совхозов СССР | 15 февраля 1933        | 12 ноября 1934        |                                                                                            | | |
| Социалистическая индустрия                | ЦК КПСС | 1 июля 1969            | 31 декабря 1989       | 6 в неделю (≈ 300 в год)                                                                   | | Часть тиража выходила двумя выпусками. |
| Социалистическая связь                    | Народный комиссариат связи СССР | 22 июня 1935           | 1941                  |                                                                                            | | |
| Союз                                      | | 1 января 1990          |                       | 1 в неделю (≈ 52 в год)                                                                    | | Приложение к газете «Известие». |
| Сын Отечества                             | | 16 февраля 1990        |                       |                                                                                            | | Приложение к газете «Красная звезда». |
| Торговая газета                           | | 1 мая 1926             | Июнь 2013             |                                                                                            | Советская торговля (1934—1990); Снабжение, кооперация, торговля (1931—1934); Кооперативная жизнь (1926—1931)                                            | |
| Труд                                      | Всесоюзный центральный совет профессиональных союзов (ВЦСПС)                                                                                                | 19 февраля 1921        | издание не прекращено |                                                                                            | | |
| Туристские новости                        | Центральный Совет по туризму и экскурсиям ВКП СССР | 9 января 1990          | Март 1993             |                                                                                            | | |
| Учительская газета                        | | 3 октября 1924         | издание не прекращено |                                                                                            | За коммунистическое просвещение (1930—1937); Учительская газета (1924—1930)                                                                             | |
| Футбол                                    | | 25 мая 1960            | Июнь 2019             | 1 в неделю (≈ 52 в год)                                                                    | Футбол. Хоккей | |
| Чёрная металлургия                        | | 31 декабря 1921        | 21 августа 1941       |                                                                                            | Индустрия (1937—1940); За индустриализацию (1930—1937); Торгово-промышленная газета (1922—1929); Торговая газета (1922); Торговый бюллетень (1921—1922) | |
| Щит и меч                                 | МВД СССР | 1989                   | издание не прекращено | 1 в неделю (≈ 52 в год)                                                                    | | До 1990 года издание выходило как бюллетень. |
| Экономика и жизнь                         | ЦК КПСС | 6 ноября 1918          | издание не прекращено | 1 в неделю (≈ 52 в год)                                                                    | Экономическая газета (1960—1989); Промышленно-экономическая газета (1956—1960); Финансовая газета (1937—1941); Экономическая жизнь (1918—1937)          | |
| Экран и сцена                             | | 4 января 1990          |                       | 1 в неделю (≈ 52 в год)                                                                    | | Приложение к газете «Культура» / «Советская культура» |
| Neues Leben                               | | 16 мая 1926            |                       | 1 в неделю (≈ 52 в год)                                                                    | | |